# دی اج
دیوید هاول ایوانز (David Howell Evans؛ زاده ۸ اوت ۱۹۶۱)، که با نام صحنه خود دی اِج (The Edge؛ یا فقط «اِج» Edge به معنی «لبه») شناخته می‌شود، یک نوازنده و ترانه‌سرای ایرلندی است که به عنوان رهبر گیتاریست، نوازنده کیبورد و نوازنده پشتیبان گروه راک U2 شناخته می‌شود. او به عنوان عضو این گروه از بدو تأسیس، تاکنون ۱۴ آلبوم استودیویی را با گروه و همچنین یک آلبوم انفرادی ضبط کرده است. استفاده او از اثر تأخیر ریتمیک، صدایی متمایز را ایجاد می‌کند که به امضای موسیقی گروه U2 تبدیل شده است.